# 第三世界季刊
《第三世界季刊》（Third World Quarterly）是一份1979年起出版的學術期刊。該期刊每年不定期出版，在2011年前，期刊每年出由8次。此後，增加到10次。目前，期刊的主編是倫敦大學的Shahid Qadir。據期刊引證報告指，《第三世界季刊》在2009年的影響因子為0.920，在44份「規劃和發展」類別期刊中排名第20。

## 資料來源
1. ↑  Third World Quarterly （页面存档备份，存于） 2011 4 29
2. ↑  Web of Science （页面存档备份，存于） 2011 4 30

## 外部連結
- 官方网站